# Sucé-sur-Erdre
Sucé-sur-Erdre (bretonsko Sulieg) je naselje in občina v francoskem departmaju Loire-Atlantique regije Loire. Leta 2012 je naselje imelo 6.473 prebivalcev.

## Geografija
Kraj leži v pokrajini Bretaniji ob reki Erdre, 15 km severno od Nantesa.

## Uprava
Občina Sucé-sur-Erdre skupaj s sosednjimi občinami La Chapelle-sur-Erdre, Fay-de-Bretagne, Grandchamps-des-Fontaines, Treillières in Vigneux-de-Bretagne sestavlja kanton La Chapelle-sur-Erdre; slednji se nahaja v okrožju Nantes.

## Zanimivosti
- romanska cerkev sv. Štefana iz 19. stoletja,
- mlin na veter La Touche, 19. stoletje,
- park Georges-Ganuchaud, arboretum,
- Le Vezon, čoln na jadra, splavljen leta 1887 v ladjedelnici Blasse (Chantenay-sur-Loire), na seznam francoskih zgodovinskih spomenikov od leta 1997,

Na ozemlju občine se delno nahaja naravni regijski park la Tourbière de Logné.

## Pobratena mesta
- Bliesransbach (Posarje, Nemčija),
- Cricklade (Anglija, Združeno kraljestvo).